# Santa Maria Nuova
Santa Maria Nuova es una localidad y comune italiana de la provincia de Ancona, región de las Marcas, con 4181 habitantes.

## Evolución demográfica
| Gráfica de evolución demográfica de Santa Maria Nuova entre 1861 y 2001 |
|                                                                         |
| Fuente ISTAT - elaboración gráfica de Wikipedia                         |